# Ruteraetia tubericeps
Ruteraetia tubericeps är en skalbaggsart som beskrevs av Jan Krikken 1980. Ruteraetia tubericeps ingår i släktet Ruteraetia och familjen Cetoniidae. Inga underarter finns listade i Catalogue of Life.